# Gus - Mini-maxi cavaliere
Gus - Mini-maxi cavaliere (Gus le Chevalier Minus in francese, Gus – the Itsy Bitsy Knight in inglese) è una serie animata francese prescolare realizzata in 3D, prodotta da Technicolor Animation Productions in collaborazione con TF1 e Disney Channel (Germania).
Debutta il 1 settembre 2021 in contemporanea in Francia su TF1 e nel Regno Unito, su Tiny Pop. In Italia viene però già trasmessa dal 14 giugno dello stesso anno, su DeA Junior e in chiaro su Frisbee.

## Trama
Gus è un bambino di 7 anni, che vive in un regno di ispirazione medievale, e che sogna di poter diventare un grande cavaliere.  Ad ostacolare Gus, c'è il fatto che egli sia troppo basso di statura (da cui il titolo della serie). Tutti lo persuadono di lasciar perdere, ma lui è ancora convinto di poter inseguire il suo sogno, grazie alla sua forza di volontà e al suo voler compiere nuove missioni.
Parte alla ricerca dello Scudo Stellato, accompagnato dai suoi amici Tyler e Iris. Si dice infatti che, chiunque tocchi tale scudo, possa vedersi esaudito un suo desiderio.

## Personaggi e doppiatori
- Gus: doppiato da Tania De Domenico[7]
- Tyler: doppiato da Annalisa Longo[7]
- Iris: doppiata da Emanuela Pacotto[7]
- Mamma di Gus: doppiata da Chiara Francese[7]
- Papà di Gus: doppiato da Luca Ghignone[7]
- Merlino: doppiato da Mario Scarabelli[7]
- Diane: doppiata da Giulia Maniglio[7]
- Cavaliere Ombra: doppiato da Federico Zanandrea[7]

## Episodi
| nº | Titolo italiano                     | Titolo francese            | Prima TV Italia  | Prima TV Francia  |
| -- | ----------------------------------- | -------------------------- | ---------------- | ----------------- |
| 1  | Gus il Leggendario                  | La légende de Gus          | 14 giugno 2021   | 1 settembre 2021  |
| 2  | La supercarica                      | Supercharge me             | 15 giugno 2021   | 1 settembre 2021  |
| 3  | Voglio diventare grande!            | Trop minus                 | 16 giugno 2021   | 2 settembre 2021  |
| 4  | Le tre prove                        | Les trois épreuves         | 17 giugno 2021   | 2 settembre 2021  |
| 5  | L'incantesimo Parla-rozzo           | La Gromodite               | 18 giugno 2021   | 4 settembre 2021  |
| 6  | Il robo-scudiero gigante            | Le grand Clic'n Croc       | 21 giugno 2021   | 4 settembre 2021  |
| 7  | L'anello del Re                     | La bague du roi            | 22 giugno 2021   | 15 settembre 2021 |
| 8  | Il tesoro di Rosie                  | Le trésor de Rosie         | 23 giugno 2021   | 22 settembre 2021 |
| 9  | Il grande Cavaliere Ombra           | Super Chevalier des Ombres | 24 giugno 2021   | 29 settembre 2021 |
| 10 | Robo-scudiero per un giorno         | Drôles de Clic-tis         | 25 giugno 2021   | 6 ottobre 2021    |
| 11 | Il collare stregato                 | Un bon chienvalier         | 28 giugno 2021   | 8 settembre 2021  |
| 12 | Profumo di troll                    | La limace du succès        | 29 giugno 2021   | 8 novembre 2021   |
| 13 | Il peluche di Gus                   | Floppy                     | 30 giugno 2021   | 9 novembre 2021   |
| 14 | Il Mostro Addentaossa               |                            | 11 ottobre 2021  |                   |
| 15 | La Principessa Dolcina              |                            | 12 ottobre 2021  |                   |
| 16 | Un amore di drago                   |                            | 13 ottobre 2021  |                   |
| 17 | L'unione fa la forza                |                            | 14 ottobre 2021  |                   |
| 18 | L'unicorno                          |                            | 15 ottobre 2021  |                   |
| 19 | Una canzone per Rosie               |                            | 18 ottobre 2021  |                   |
| 20 | Ritorno al Medioevo                 | Retour au Moyen-Age        | 19 ottobre 2021  | 29 settembre 2021 |
| 21 | Detective Gus                       |                            | 20 ottobre 2021  |                   |
| 22 | Chi fa da se' fa per tre            |                            | 21 ottobre 2021  |                   |
| 23 | I miei amici troll                  |                            | 22 ottobre 2021  |                   |
| 24 | La lancia di Kao-S-Ifero            |                            | 25 ottobre 2021  |                   |
| 25 | Il mini-maxi dente                  |                            | 26 ottobre 2021  |                   |
| 26 | Victor l'intrepido                  |                            | 27 ottobre 2021  |                   |
| 27 | Il secchiello d'oro                 | Le seau doré               | 17 gennaio 2022  | 29 dicembre 2021  |
| 28 | La pietra della fortuna             |                            | 18 gennaio 2022  |                   |
| 29 | Tale nonno, tale padre, tale figlio |                            | 19 gennaio 2022  |                   |
| 30 | Il rinosbaffo                       |                            | 20 gennaio 2022  |                   |
| 31 | La gara di torte                    |                            | 21 gennaio 2022  |                   |
| 32 | Gentilezza contagiosa               |                            | 24 gennaio 2022  |                   |
| 33 | Il club del Bibloquet               |                            | 25 gennaio 2022  |                   |
| 34 | Lavarsi le mani!                    |                            | 26 gennaio 2022  |                   |
| 35 | Il vero coraggio                    |                            | 27 gennaio 2022  |                   |
| 36 | Un giorno magico                    |                            | 28 gennaio 2022  |                   |
| 37 | Amici per sempre                    |                            | 31 gennaio 2022  |                   |
| 38 | L'eroe nascosto                     |                            | 1º febbraio 2022 |                   |
| 39 | Lo scherzetto di Magalva            |                            | 2 febbraio 2022  |                   |
| 40 | La gara impossibile                 |                            | 18 marzo 2022    |                   |
| 41 | Il lago avvelenato                  |                            | 18 marzo 2022    |                   |
| 42 | Un amico su cui contare             |                            | 18 marzo 2022    |                   |
| 43 | L'impaziente Gus                    |                            | 21 marzo 2022    |                   |
| 44 | Il fantasma di Karamel              |                            | 22 marzo 2022    |                   |
| 45 | Il segreto di Tyler                 |                            | 23 marzo 2022    |                   |
| 46 | Click!                              |                            | 24 marzo 2022    |                   |
| 47 | Senza memoria                       |                            | 25 marzo 2022    |                   |
| 48 | La pietra blu                       |                            | 28 marzo 2022    |                   |
| 49 | La maga Iris                        |                            | 29 marzo 2022    |                   |
| 50 | Elettro-Pip                         |                            | 30 marzo 2022    |                   |
| 51 | Il mio primo drago (1ª parte)       |                            | 31 marzo 2022    |                   |
| 52 | Il mio primo drago (2ª parte)       |                            | 1º aprile 2022   |                   |

## Distribuzione internazionale
| Paese                          | Canale                                   |
| ------------------------------ | ---------------------------------------- |
| Italia                         | DeA Junior, Frisbee,K2                   |
| Polonia                        | MiniMini+, TeleTOON+, Puls 2             |
| Francia                        | TF1                                      |
| Regno Unito Irlanda            | Tiny Pop                                 |
| Belgio                         | La Trois                                 |
| Germania                       | Disney Channel                           |
| Russia                         | Disney Channel                           |
| Argentina Cile Messico Brasile | HBO Max, Cartoon Network                 |
| Canada                         | Ici Radio-Canada Télé, Knowledge Network |
| Portogallo                     | RTP2, Canal Panda                        |
| Spagna                         | Clan                                     |
| Grecia                         | Star Channel                             |
| Ungheria                       | M2                                       |